# Alexander Knappe
Alexander Knappe (1 maart 1989) is een golfprofessional  uit Duitsland.

## Amateur
Knappe is de zoon van Hartmut en Susanne Knappe. Hij begon op 5-jarige leeftijd al met golf. Hij kreeg les van Neil Bryan. Eerst was hij lid van Golfclub Brilon, later van Golfclub Paderborner Land. Bryan bleef zijn coach. Driemaal eindigde Knappe op de tweede plaats bij het NK Strokeplay. Hij werd vijf keer clubkampioen. Hij had handicap +3,6.
In 2005 mocht Knappe een dag caddiën voor Bernhard Langer tijdens de Linde German Masters.
In 2008 speelde hij in het Duitse team op het wereldkampioenschap en werd opgemerkt door de coach van  de Texas Christian University in Fort Worth. Daarna kreeg hij een studiebeurs aangeboden. Hij studeerde daar van 2008-2009 en speelde college golf. 
In 2010 won Knappe het NK Matchplay door Benedict Staben met 3&2 te verslaan.

### Gewonnen
- 2010: National Matchplaykampioenschap op de Frankfurter Golf Club

### Teams
- Eisenhower Trophy: 2008

## Professional
Knappe werd eind 2010 professional. In 2011 speelde hij op de EPD Tour, waar hij het Open Mogador in zijn rookie-jaar won. Hij stond daarna op de 3de plaats van de EPD Order of Merit. Hij speelde ook het BMW International Open maar miste de cut. 

### Gewonnen
EPD Tour
- 2011: Open Mogador (-10)